# Lallio
Lallio is een gemeente in de Italiaanse provincie Bergamo (regio Lombardije) en telt 4050 inwoners (31-12-2004). De oppervlakte bedraagt 2,1 km², de bevolkingsdichtheid is 1913 inwoners per km².

## Demografie
Lallio telt ongeveer 1593 huishoudens. Het aantal inwoners steeg in de periode 1991-2001 met 38,2% volgens cijfers uit de tienjaarlijkse volkstellingen van ISTAT.
| Jaar | Inwoneraantal |
| ---- | ------------- |
| 1991 | 2773          |
| 2001 | 3832          |
| 2004 | 4050          |

## Geografie
De gemeente ligt op ongeveer 216 meter boven zeeniveau.
Lallio grenst aan de volgende gemeenten: Bergamo, Dalmine, Stezzano, Treviolo.